# Artur Malawski
Artur Malawski (Przemyśl, 1904. július 4. – Krakkó, 1957. december 26.) lengyel zeneszerző, zenepedagógus és karmester volt.

## Élete, pályája
Artur Malawski 1904. július 4-én született a Kárpátaljai vajdaságban fekvő Przemyślben. Nyolcéves korában kezdett hegedűt tanulni szülővárosában. 1920-1928 között a krakkói Zenei Társaság konzervatóriumában (ma: Krakkói Zeneakadémia) folytatta hegedű tanulmányait, Jan Chmielewski osztályában. Zeneelméletet Bernardino Rizzinél tanult. 1928-tól 1936-ig hegedűt és zeneelméletet tanított a krakkói Konzervatóriumban, 1929-1930-ban hegedűjátékot a katowicei zeneiskolában, 1930-1932 között pedig a Női Oktatók Szemináriumában.
1927 és 1933 között hangversenyeket adott Krakkóban és más lengyel városokban, valamint a Lengyel Rádióban; bal kezének sérülése miatt azonban le kellett mondania a virtuóz karrierről.
Ő volt az egyik alapítója Krakkóban a Fiatal Muzsikusok Társaságának (1932). 1936-ban beiratkozott a varsói Konzervatóriumba és zeneszerzést tanult Kazimierz Sikorskinál, illetve karmesteri ismereteket Walerian Bierdiajewnél. 1939-ben szerezte meg diplomáját, zeneszerzésből kitüntetéssel. A II. világháború kitörése után Włodzimierz Wołyńskiba költözött, ahol az ottani ukrán színház kórusát és zenekarát vezette.
1940-ben hegedűt és kamarazenét tanított a ternopili zeneiskolában. 1941-ben Lwówba, majd Lublinba költözött. Itt 1944-ig magántanárként hegedűt oktatott, és koncerteket szervezett a lengyel közönség számára. 1945-től ismét zeneszerzést és karmesterséget tanult a krakkói Állami Zeneművészeti Főiskolán, ahol 1951-1952-ben ő vezette az ének tanszak opera szekcióját.
1950-től 1954-ig vezénylést tanult a katowicei Állami Zeneművészeti Főiskolán (ma: Karol Szymanowski Zeneakadémia), ahol 1955-ben docensi kinevezést kapott.
1945 és 1957 között alkalmanként karmesterként is fellépett. 1948-ban Szimfonikus etűdök című, zongorára és zenekarra írt kompozíciójával sikert aratott Amszterdamban, az International Society of Contemporary Music (Nemzetközi Kortárs Zenei Társaság) fesztiválján.
1945 és 1948 között részt vett a lengyel Kulturális és Művészeti Minisztérium Felsőoktatási Programbizottságának munkájában. 1946-tól tagja volt a Lengyel Kortárs Zenei Társaság igazgatótanácsának, 1948-1951 között, illetve 1957-ben pedig ő volt az elnöke. 1951 és 1954 között a Lengyel Zeneszerzők Egyesületének vezetőségi tagja volt.
1957. december 26-án hunyt el, 53 évesen. Hamvai a Krakkó óvárosában fekvő Rakowicki temető díszsírkertjében nyugszanak.

## Díjak, elismerések
- 1928 – I. díj a krakkói Konzervatórium Towarzystwo Bratniej Pomocy Uczniów nevű egyesületének versenyén, „Bajkę” (Mese) című, hegedűre és zongorára írt darabjáért
- 1949 – II. díj a „Wariacje” (Változatok) zenekarra, illetve III. díj a „Toccatę z fugą w formie wariacji” (Toccata és fúga variációs formában), zongorára és szimfonikus zenekarra írt, valamint a „Tryptyk Góralski” (Gorál triptichon) című zongorára írt művével[3] a Fryderik Chopin Zeneszerzői Versenyen
- 1952 – Állami Díj III. fokozata a „Wierchy” (Hegycsúcsok) című szimfonikus vázlatáért
- 1955 – Állami Díj II. fokozata zeneszerzői és pedagógusi tevékenységéért, illetve a Kulturális és Művészeti Miniszter díja a „Trio Fortepianowe” (Zongoratrió) és az „Etiudy Symfoniczne” (Szimfonikus etűdök) című művekért
- 1956 – Munka Vörös Zászló Érdemrend II. fokozata és a Lengyel Zeneszerzők Egyesületének díja egész zeneszerzői és pedagógusi munkásságáért
- 1957 – Krakkó város Zenei Díja alkotó teljesítményéért, különös tekintettel 2. (Drámai) szimfóniájára

Előtte tisztelegve – 1962-1982 között, kétévenként – a nevét viselő zeneszerzői versenyeket rendeztek Krakkóban (Konkurs Kompozytorski im. Artura Malawskiego).
Szintén az ő nevét viseli a Filharmonia Podkarpacka Rzeszówban, ma már a róla elnevezett zeneszerzői versenyeket is itt rendezik.
Tanítványai voltak egyebek közt Bogusław Schaeffer és Krzysztof Penderecki (zeneszerzők), illetve Jerzy Katlewicz és Jerzy Semkow (karmesterek).

## Főbb művei

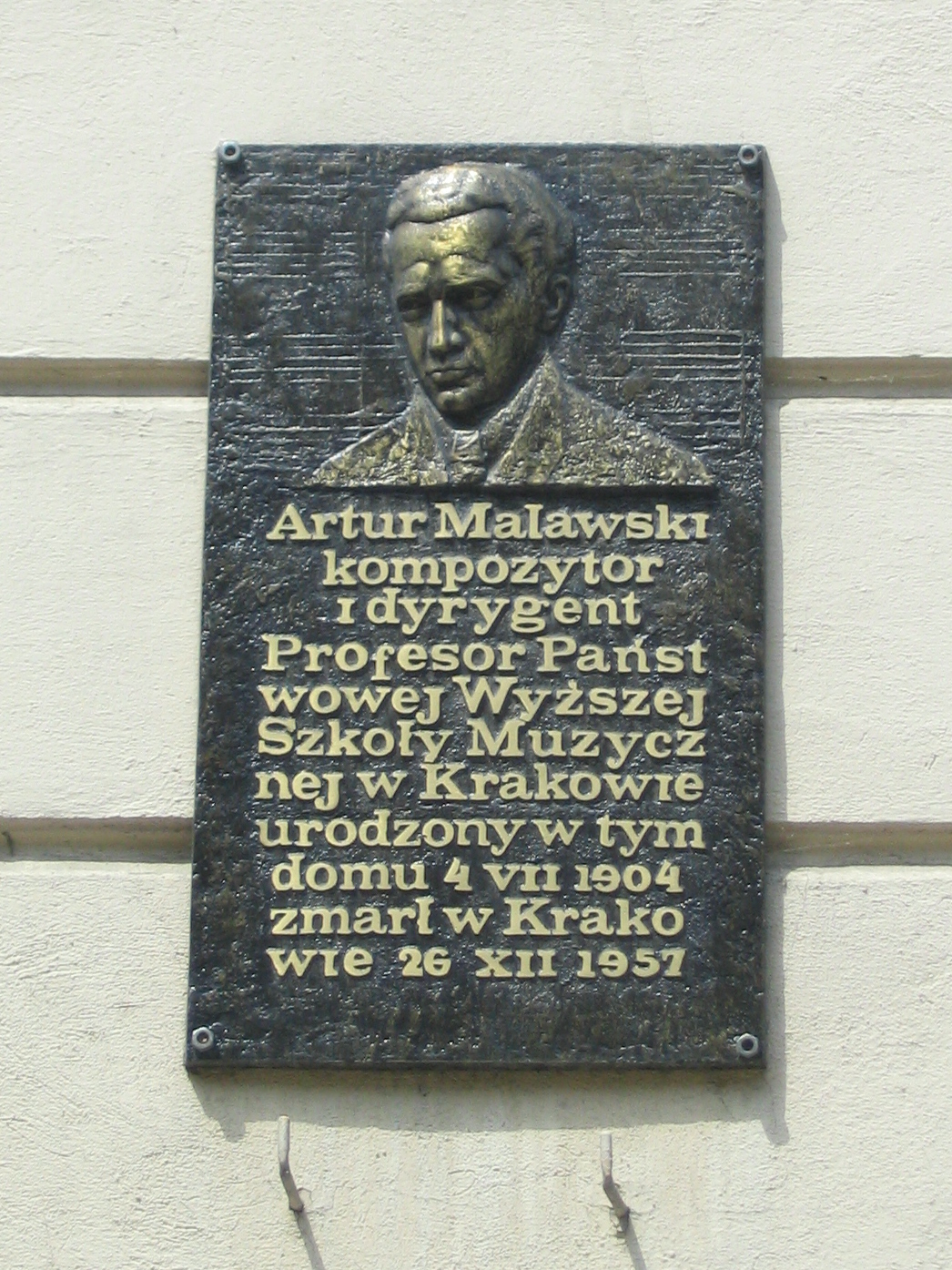
Artur Malawski emléktáblája szülőházának falán

- Kwartet smyczkowy nr 1 (1. vonósnégyes, 1926)
- Bajka [wersja I] na skrzypce i fortepian (Mese, 1. változat, hegedűre és zongorára, 1928)
- Andante, recitativo misterioso na skrzypce i fortepian (Andante, misztikus recitativo hegedűre és zongorára, 1928)
- Allegro capriccioso na małą orkiestrę (Allegro capriccioso, kis zenekarra, 1929)
- Bajka [wersja II] na skrzypce i orkiestrę (Mese, 2. változat, hegedűre és zenekarra, 1932)
- Sekstet smyczkowy (Vonós szextett, 1932)
- Robot na fortepian (Robot, zongorára, 1933)
- Tor na fortepian (Vágány, zongorára, 1933)
- Taniec wschodni na fortepian (Keleti tánc, zongorára, 1933)
- Synkopa na fortepian (Szinkópa, zongorára, 1933)
- Wierchy, szkic symfoniczny na orkiestrę (Hegycsúcsok, szimfonikus vázlat zenekarra, 1934)
- Żywioły tatr (Tryptyk góralski) na kwintet instrumentów dętych (Tátrai elemek – Gorál triptichon, fúvós kvintettre, 1934)
- Sinfonietta na małą orkiestrę (Sinfonietta kis zenekarra, 1935)
- Fuga w starym stylu a-moll na małą orkiestrę (A-moll fúga régi stílusban, kis zenekarra, 1936)
- Fuga D-Dur na trio smyczkowe (D-dúr fúga, vonós trióra, 1936)
- Fuga e-moll na kwartet smyczkowy (E-moll fúga vonósnégyesre, 1936)
- Fuga podwójna g-moll na kwartet smyczkowy (Kettős fúga g-mollban, vonósnégyesre, 1937)

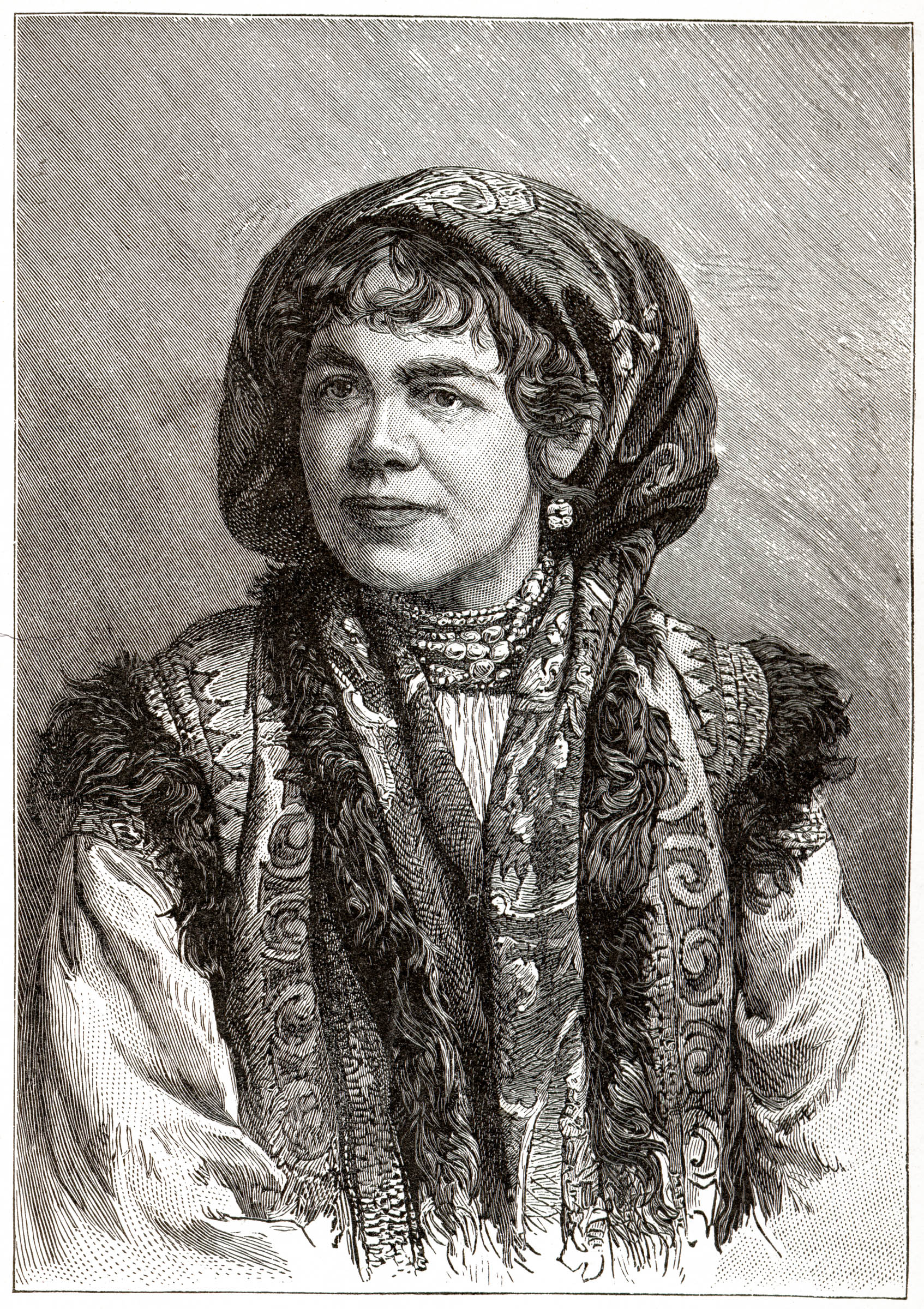
Hucułka, 1900

- Wariacje na orkiestrę (Zenekari változatok, 1938)
- Burleska na skrzypce i fortepian (Burleszk hegedűre és zongorára, 1940)
- Hucułka na skrzypce i fortepian (Huculka, hegedűre és zongorára, 1941)
- Fantazja ukraińska na orkiestrę (Ukrán fantázia, zenekarra, 1941)
- Symfonia nr 1 (1. szimfónia, 1939-43)
- Kwartet smyczkowy nr 2 (2. vonósnégyes, 1943)
- Mazurek na fortepian (Mazurka, zongorára, 1946)
- Pięć miniatur na fortepian (Öt miniatűr zongorára, 1947)
- Toccata na małą orkiestrę (Toccata kis zenekarra, 1947)
- Etiudy symfoniczne na fortepian i orkiestrę (Szimfonikus etűdök zongorára és zenekarra, 1948)
- Uwertura na orkiestrę (Zenekari nyitány, 1949)[5]
- Toccata z fugą w formie wariacji na fortepian i orkiestrę (Toccata és fúga variációs formában, zongorára és zenekarra, 1949)
- Tryptyk góralski (wersja I) na fortepian (Gurál triptichon, 1. változat, zongorára, 1949)
- Tryptyk góralski (wersja II) na małą orkiestrę (Gurál triptichon, 2. változat, kis zenekarra, 1950)
- Andante e allegro na skrzypce i fortepian (Andante és allegro hegedűre és zongorára, 1950)
- Mazurek na skrzypce i fortepian (Mazurka hegedűre és zongorára, 1950)
- Sonata na tematy Feliksa Janiewicza na skrzypce i fortepian (Szonáta Feliks Janiewicz[6] témájára, 1951)
- Siciliana i rondo na tematy Feliksa Janiewicza na skrzypce i fortepian (Siciliano és rondo, Feliks Janiewicz témájára, 1951)
- Suita popularna na orkiestrę (Népi szvit zenekarra, 1952)
- Trio fortepianowe (Zongoratrió, 1953)
- Symfonia nr 2 'Dramatyczna' (2. „Drámai” szimfónia, 1956)
- Hungaria 1956, muzyka symfoniczna na wielką orkiestrę (Magyarország, 1956 – szimfonikus muzsika nagy zenekarra, 1957)

## Fordítás
- Ez a szócikk részben vagy egészben  az   Artur Malawski című lengyel Wikipédia-szócikk ezen változatának fordításán alapul.  Az eredeti cikk szerkesztőit annak laptörténete sorolja fel. Ez a jelzés csupán a megfogalmazás eredetét és a szerzői jogokat jelzi, nem szolgál a cikkben szereplő információk forrásmegjelöléseként.